# 王山古墳
王山古墳（おうやまこふん）は、群馬県前橋市大渡町（おおわたりまち）にある古墳（積石塚）。形状は前方後円墳。総社古墳群を構成する古墳の1つ。前橋市指定史跡に指定されており、王山公園として整備されている。

## 概要
| 支群 | 古墳名        | 形状       | 規模      | 埋葬施設       | 築造時期 | 史跡指定 |
| ---- | ------------- | ---------- | --------- | -------------- | -------- | -------- |
| 北   | 遠見山古墳    | 前方後円墳 | 墳丘長88m | 竪穴式石室?    | 5c後半   | 市史跡   |
| 南   | 王山古墳      | 前方後円墳 | 墳丘長76m | 横穴式石室     | 6c初頭   | 市史跡   |
| 南   | 王河原山古墳? | 前方後円墳 |           |                |          | （消滅） |
| 北   | 二子山古墳    | 前方後円墳 | 墳丘長90m | 横穴式石室2基  | 6c後半   | 国史跡   |
| 北   | 愛宕山古墳    | 方墳       | 一辺56m   | 横穴式石室     | 7c前半   |          |
| 北   | 宝塔山古墳    | 方墳       | 一辺66m   | 複室横穴式石室 | 7c中葉   | 国史跡   |
| 北   | 蛇穴山古墳    | 方墳       | 一辺44m   | 横穴式石室     | 7c後半   | 国史跡   |

群馬県中部、榛名山東南麓・利根川西岸の前橋台地上に築造された古墳である。現在までに墳丘頂部・前方部半分が失われているほか、1972・1974年（昭和47・49年）に発掘調査が実施されている。
墳形は前方後円形で、前方部を北方向に向ける。墳丘は後円部で3段築成、前方部で2段築成。盛土の上に川原石や砂・礫を詰め、その外側には自然石による葺石が施されており、墳丘外表では円筒埴輪・形象埴輪（大刀形・盾形埴輪）が確認されている。また墳丘周囲には幅24メートルの周濠（湛水濠）が巡らされる。埋葬施設は両袖式の横穴式石室で、東方向に開口した。全長16.45メートルを測る群馬県内では最長級の大型石室になる。この石室は大きく破壊を受けており、調査では歯・辻金具片・胡簶金具のみが出土している。
築造時期は、古墳時代後期の6世紀初頭頃と推定される。総社古墳群では遠見山古墳に後続し、王河原山古墳または二子山古墳に先行する時期に位置づけられる。群馬県内では初期の様相を呈する横穴式石室を有する点で、畿内ヤマト王権とのつながりによる先進的技術の導入が示唆され、総社地域が古代上毛野地方（上野国）の政治的・文化的中心となる過程を考察するうえで重要視される古墳になる。
古墳域は1984年（昭和59年）に前橋市指定史跡に指定された。現在は史跡整備のうえで「王山公園」として公開されている。

## 遺跡歴
- 大正末年-昭和8年、天井石以上の採土[2]。
- 1972・1974年（昭和47・49年）、発掘調査（尾崎喜左雄ら）[3]。
- 1984年（昭和59年）3月12日、前橋市指定史跡に指定[6]。

## 墳丘
墳丘の規模は次の通り。
- 墳丘長：75.6メートル
- 後円部 - 3段築成。
  - 直径：50メートル
  - 高さ：4.5メートル
- 前方部 - 2段築成。
  - 幅：63.1メートル

後円部基壇・前方部斜面に敷かれた川原石は厚さ2-2.5メートルにおよび、後円部墳丘の中段・上段は全て積石によって構築される点で特異性を示す。

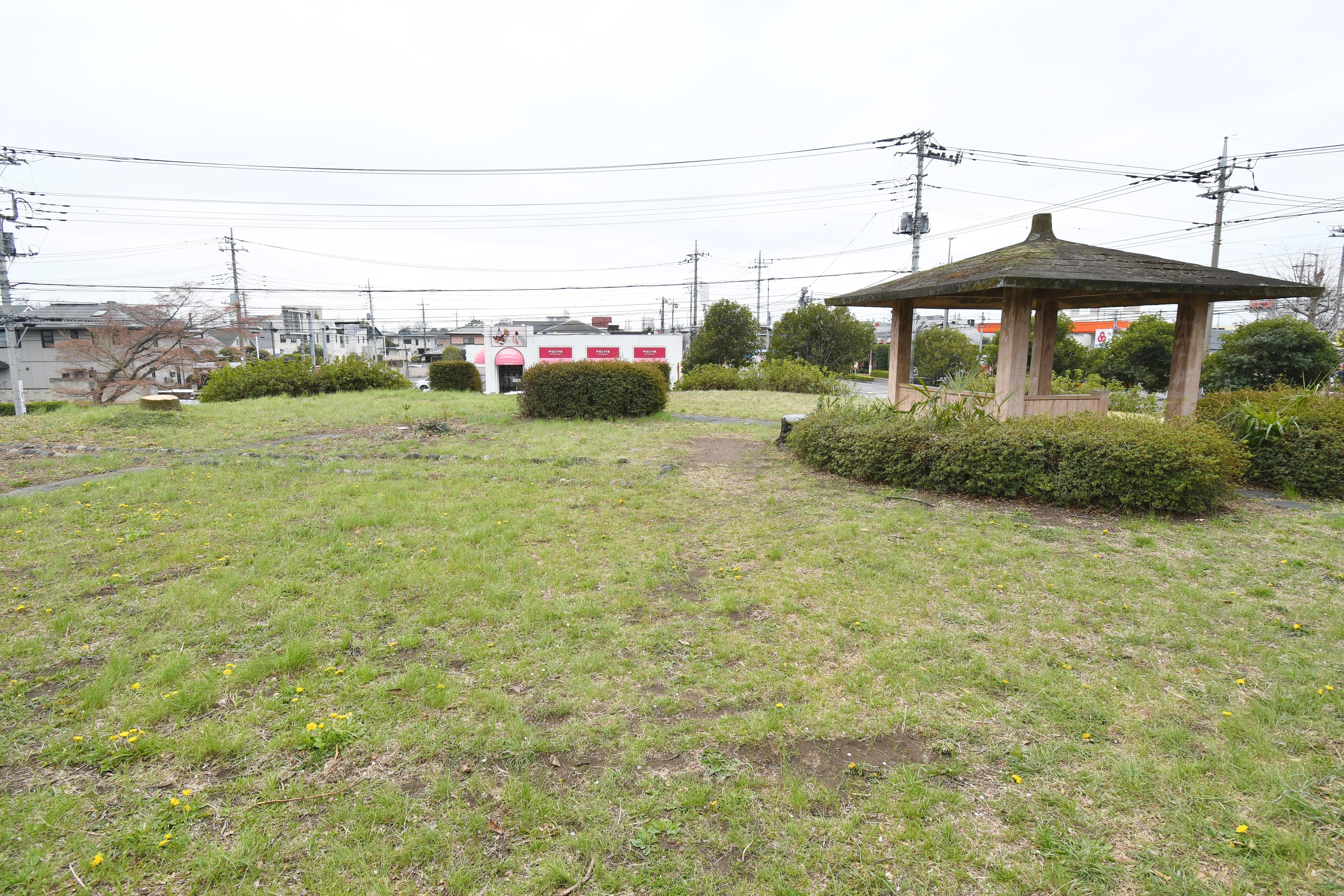
後円部墳頂
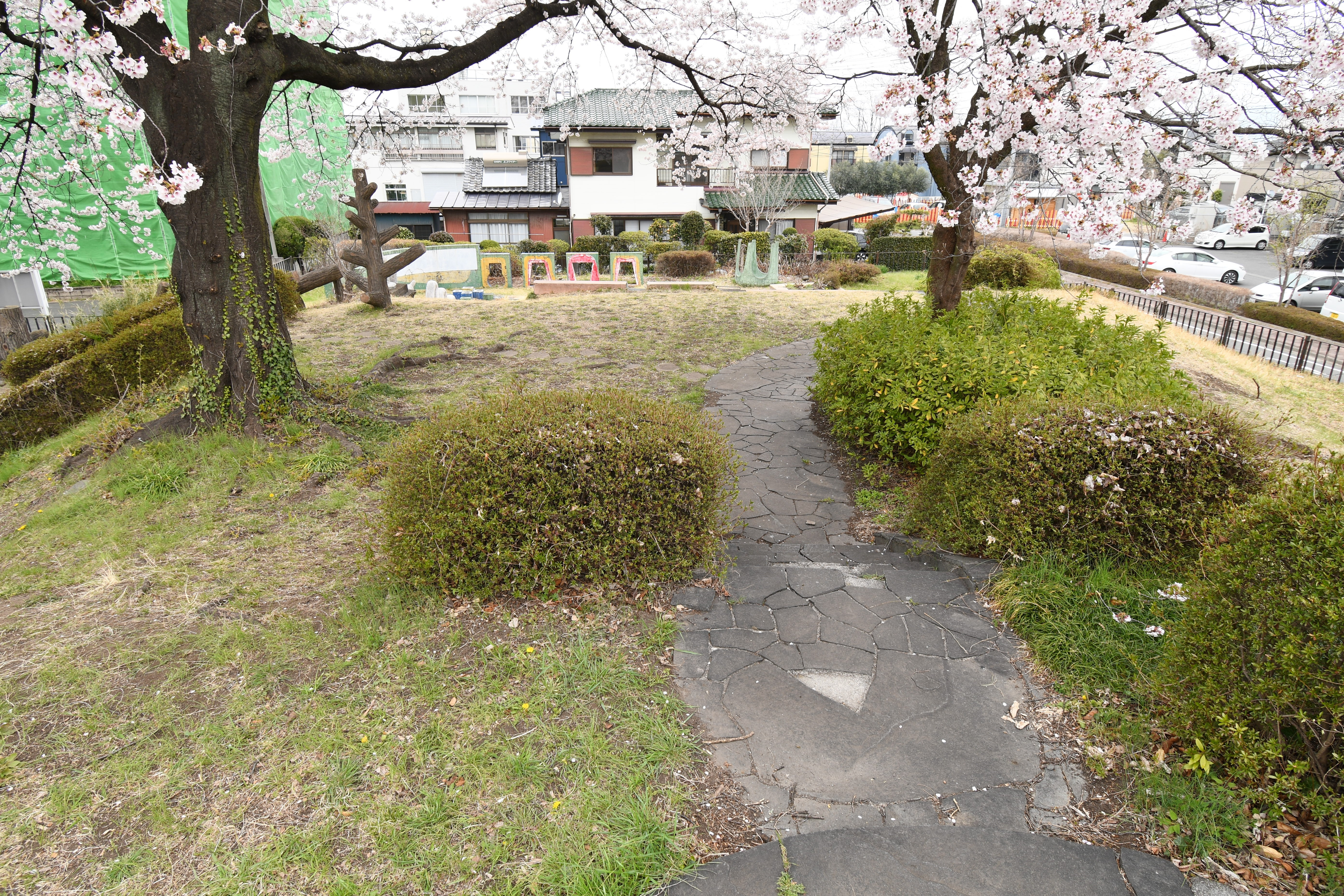
後円部から前方部を望む
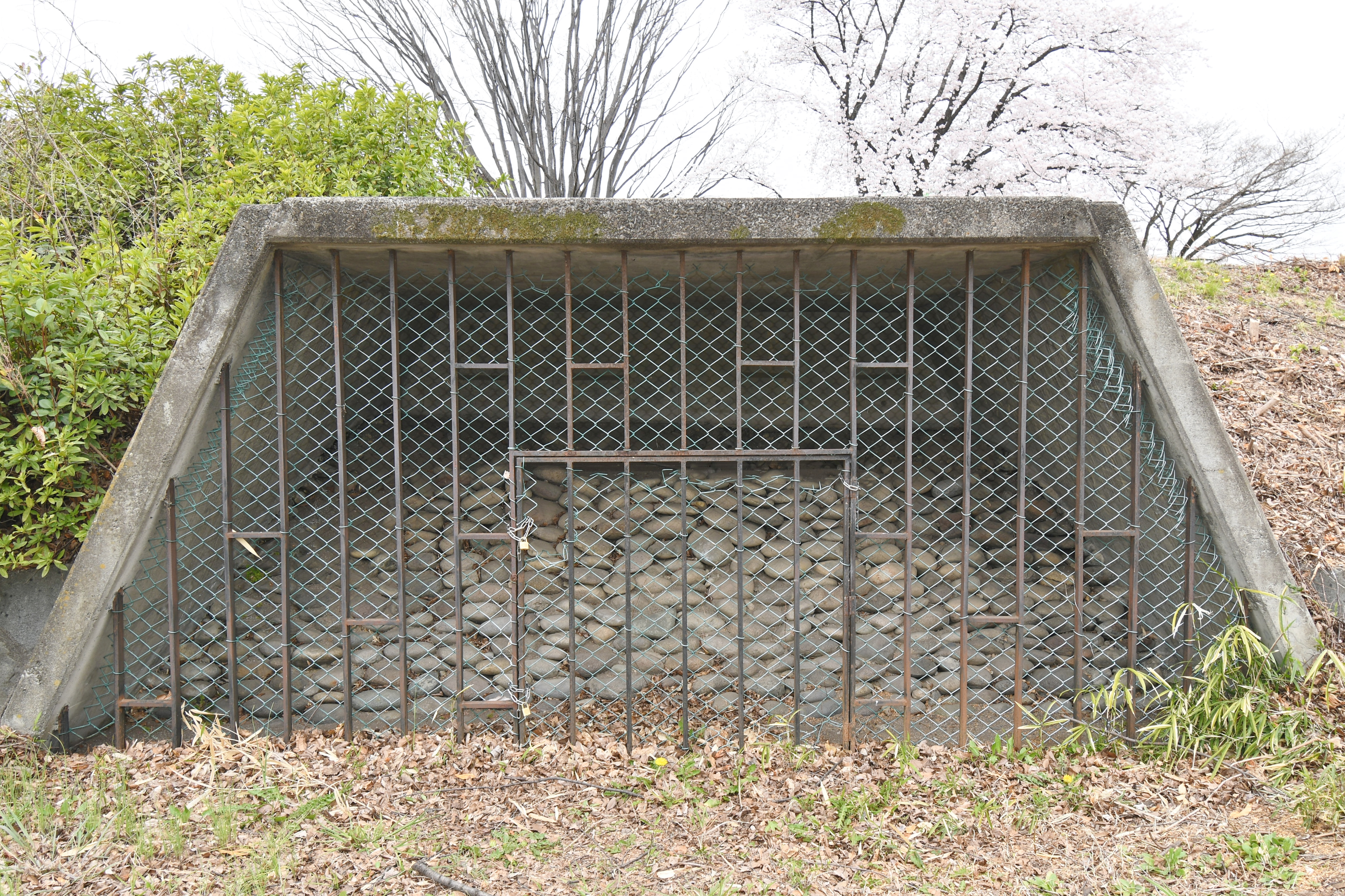
後円部葺石
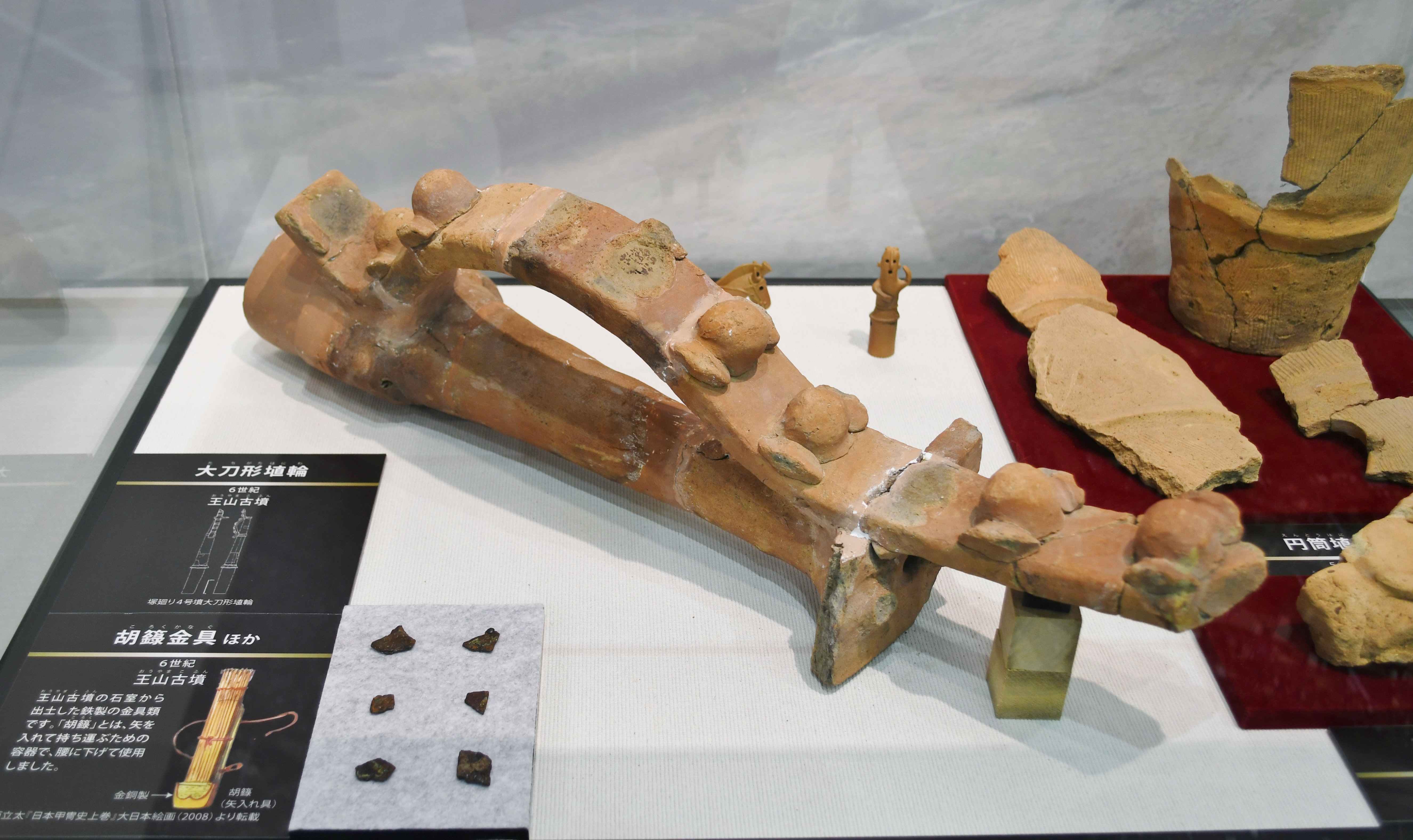
大刀形埴輪・胡簶金具 前橋市総社歴史資料館展示。

## 埋葬施設

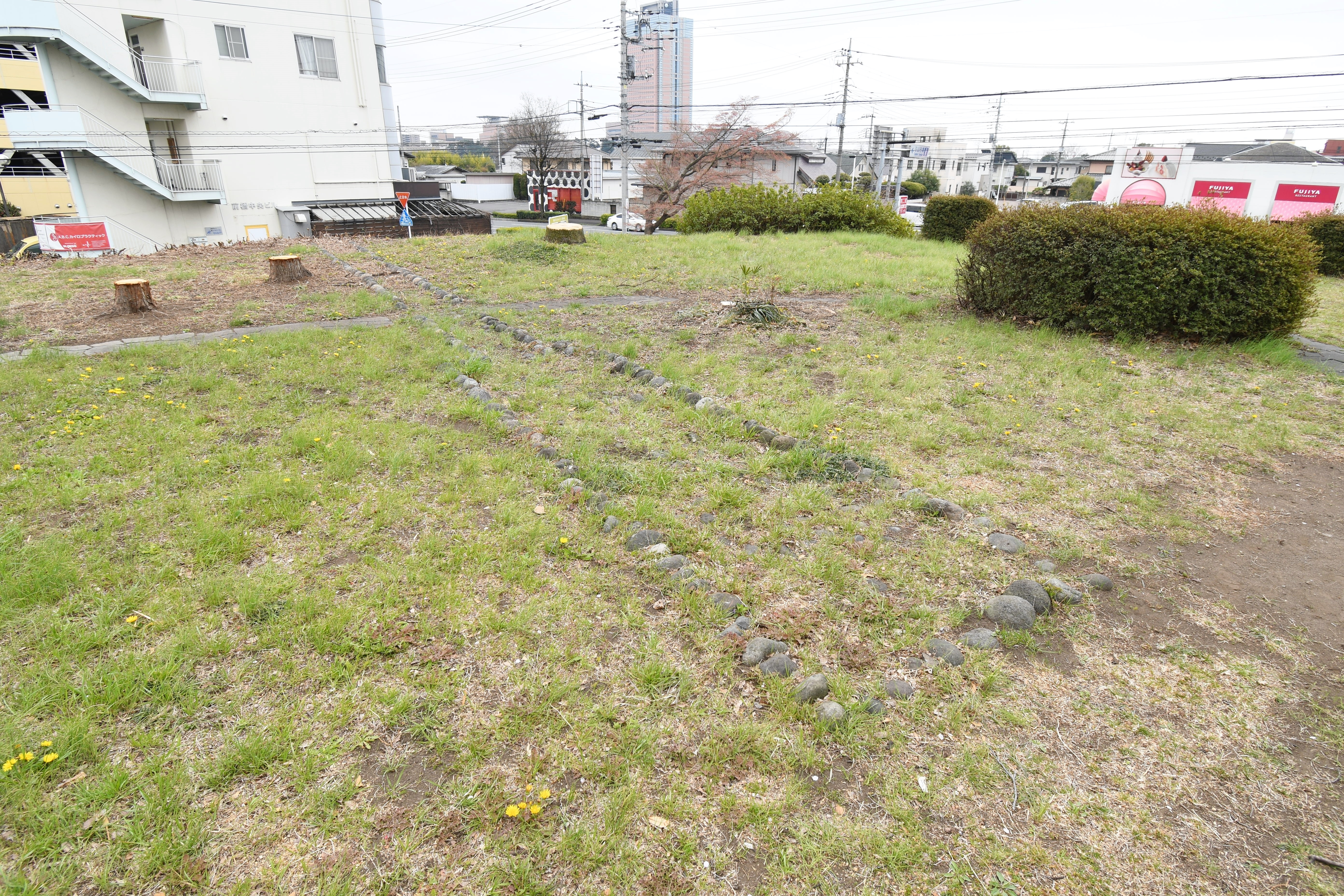
後円部墳頂の石室標示

埋葬施設としては両袖式横穴式石室が構築されており、東方向に開口した。石室の規模は次の通り。
- 石室全長：16.37メートル
- 玄室：長さ4.37メートル、幅1.63メートル（奥壁）、現存高さ1.6メートル[2]
- 羨道：長さ12メートル

石室は後円部の基壇上に構築される。石室の石材は川原石で、奥壁は横積み、他の壁は小口積みによって構築される。玄室の壁面には赤色顔料の塗布が指摘される。
群馬県内では初期（導入期）の横穴式石室であり、同時期の横穴式石室古墳としては前二子古墳（前橋市西大室町）・簗瀬二子塚古墳（安中市）が知られる。

## 文化財

### 前橋市指定文化財
- 史跡
  - 王山古墳 - 1984年（昭和59年）3月12日指定[6]。

## 関連施設
- 前橋市総社歴史資料館（前橋市総社町総社） - 王山古墳の出土品を展示。

## 関連文献
（記事執筆に使用していない関連文献）
- 『群馬総社古墳群 -東国古代文化の中心-』観光資源保護財団、1978年。
- 『総社古墳群総括報告書』前橋市教育委員会、2023年。 - リンクは奈良文化財研究所「全国文化財総覧」。
- 『総社古墳群 範囲内容確認調査報告書III -愛宕山古墳の調査・総社二子山古墳の範囲確認調査・宝塔山古墳、蛇穴山古墳の石室調査-』前橋市教育委員会、2025年。 - リンクは奈良文化財研究所「全国文化財総覧」。